# ناگشواری
ناگشواری (به لاتین: Nageshwari) یک منطقهٔ مسکونی در بنگلادش است که در ناحیه کوریگرام واقع شده‌است. ناگشواری ۴۱۵٫۸ کیلومتر مربع مساحت و ۲۷۹٬۷۷۵ نفر جمعیت دارد.